# شهرک امام حسن مجتبی
شهرک امام حسن مجتبی یک منطقهٔ مسکونی در ایران است که در بخش کهریزک شهرستان ری در استان تهران واقع شده‌است.

## جمعیت
این شهرک در دهستان کهریزک قرار دارد و براساس سرشماری مرکز آمار ایران در سال ۱۳۸۵، جمعیت آن ۵٬۳۹۴ نفر (۱٬۲۷۵ خانوار) بوده‌است.